# Якуби, Мохамед Али
Мохамед Али Якуби (араб. محمد علي اليعقوبي‎; 5 октября 1990, Кайруан, Тунис) —  тунисский футболист, защитник клуба «Аль-Фатех» и национальной сборной Туниса.

## Клубная карьера
Во взрослом футболе дебютировал в 2008 году выступлениями за команду клуба «Кайруан», в которой провёл три сезона.
Своей игрой за эту команду привлёк внимание представителей тренерского штаба клуба «Клуб Африкэн», к составу которого присоединился в 2011 году. Играл за команду из Туниса следующие три сезона.
В 2014 году заключил контракт с клубом «Эсперанс» (Тунис), в составе которого провел следующие два года. К составу клуба «Ризеспор» присоединился в 2016 году.

## Выступления за сборную
В 2014 году дебютировал в официальных матчах в составе национальной сборной Туниса. В составе сборной был участником Кубка африканских наций 2015 года в Экваториальной Гвинее и Кубка африканских наций 2017 года в Габоне.